# Артур Берсон
Артур Берсон (нім. Josef Arthur Stanislaus Berson; 6 серпня 1859, Новий Сонч — 3 грудня 1942, Берлін) — німецький метеоролог і аеронавт, піонер аерології. Здійснив 36 наукових польотів в рамках Берлінських наукових польотів на повітряних кулях. 31 липня 1901 року разом з Райнхардом Зюрінгом досяг рекордної висоти 10 800 метрів під час польоту на повітряній кулі «Пруссія».

## Життєпис

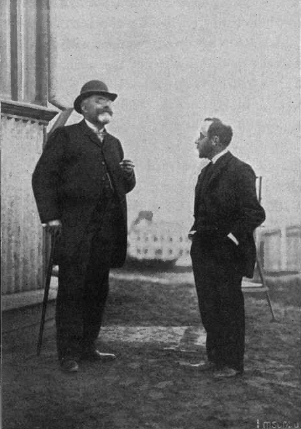
Німецькі метеорологи Артур Берсон (справа) і Ріхард Асманн (зліва)

Артур Берсон народився 6 серпня 1859 року в містечку Neu Sandez (сьогодні Новий Сонч) в сім'ї єврейського адвоката Леона Берсона.
Батько Артура також був багаторічним радником в місцевій мерії.
Ще під час навчання в гімназії Артур проявив великий талант до вивчення іноземних мов. Вже в дорослому віці він міг вільно розмовляти шістьма мовами. Після закінчення гімназії він вивчав філологію у Віденському університеті. 1882 року Берсон склав австрійський іспит на посаду вчителя, а в 1885 році він склав іспит в коледжі прецепторів (preceptor) у Лондоні. Це дозволило йому навчатися в Англії та в Мальті і паралельно працювати вчителем. 1887 року Берсон залишив свою посаду, щоб вивчати географію та метеорологію в Берлінському університеті імені Фрідріха Вільгельма. Тут він слухав лекції від відомого на той час географа Фердинанда фон Ріхтгофена (дядько знаменитого «Червоного барона», аса Першої світової війни) та метеоролога Вільгельма фон Бецольда.
В 1890 році Берсон став асистентом метеоролога Ріхарда Асмана. У цей період він також був секретарем «Deutschen Verein zur Förderung der Luftschiffahrt» — першої аеронавігаційної організації в Німеччині. 1900 року він став одним з керівників нещодавно створеної аеронавігаційної обсерваторії, яку розмістили в берлінському районі Тегель.
З 1896 по 1899 роки Берсон був редактором журналу «Magazine for Aviation and Physics of the Atmosphere». 1897 року він опублікував статтю з своїм останнім попередженням для Саломона Андре, який якраз готувався здійснити політ на повітряній кулі над Північним полюсом. Берсон рішуче критикував ідею експедиції Андре і ще в 1895 році називав її «не набагато кращою за здійснення самогубства». І він не помилився, адже як відомо Полярна експедиція Андре завершилась дуже трагічно.
В грудні 1895 року Берсон провів відкриту лекцію для Берлінського географічного товариства в якій вказував на переваги використання прив'язних повітряних куль під час майбутніх морських експедицій до полярних регіонів. Він стверджував, що «навіть простий огляд льодовиків з висоти на відстань від 60 до 80 км вже буде надзвичайно цінним джерелом інформації». Стаття Берсона «Використання повітряних куль в географічній роботі», написана після проведення цих лекцій, була опублікована в скороченому вигляді у відомому «Geographical Journal» і отримала широкий розголос серед вчених. Згодом, різні арктичні дослідники втілили ідею Берсона в життя. Так, 4 лютого 1902 року Роберт Скотт став першою людиною, яка піднялась на прив'язній повітряній кулі над Антарктидою під час його знаменитої експедиції на «Діскавері». Трохи пізніше, прив'язну повітряну кулю використав і Еріх Дригальскі під час німецької наукової експедиції на кораблі «Гаусс».
Артур Берсон був одружений двічі. Його перша дружина Хелен Б. Фейнінгер (1873—1899) була донькою двох німецько-американських музикантів, скрипаля Карла Фрідріха Файнінгера (1844—1922) та піаністки й співачки Елізабет Сесілії Лутц. Її старшим братом був художник, графік і карикатурист Лайонел Файнінґер. Хелен померла в січні 1899 року. Їхній син Карл Лео Казимир народився в 1895 році.
В 1904 році Берсон одружився зі шведкою Рут Бергстранд (1879—1945). З нею він мав п'ятьох дітей: близнюків Густава Андреаса Лео та Софію Марію Катаріну, народжених у 1904 році, доньку Карін та синів Феліціяна Анджея та Свена. Феліціян Анджей Берсон (1912—2003) також був метеорологом і в 1944 році був частиною команди Сверре Петтерсена (Sverre Petterssen), яка переконала Дуайта Ейзенхауера відкласти ви́садку союзних військ у Норма́ндії на один день.
Одним з друзів Берсона був Свен Гедін, який часто відвідував його родинний будинок в Ліхтерфільді. Відомо, що Берсон цікавився культурою, а також перекладав іншомовні вірші німецькою. Він також був знаний як пристрасний колекціонер метеликів.

## Берлінські наукові польоти на повітряних кулях

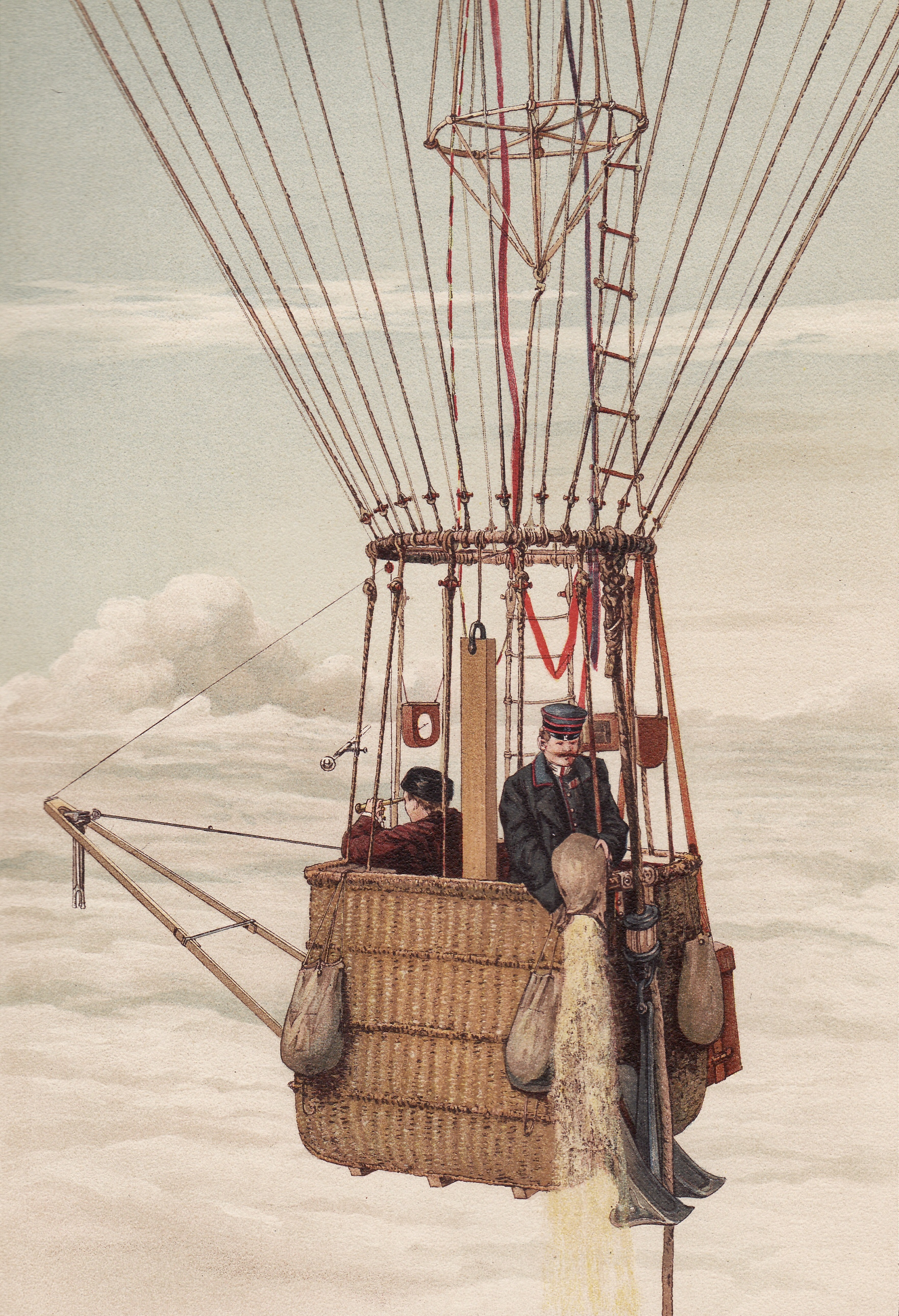
Ганс Гросс і Артур Берсон здійснюють науковий політ на повітряній кулі «Фенікс», 1894 рік

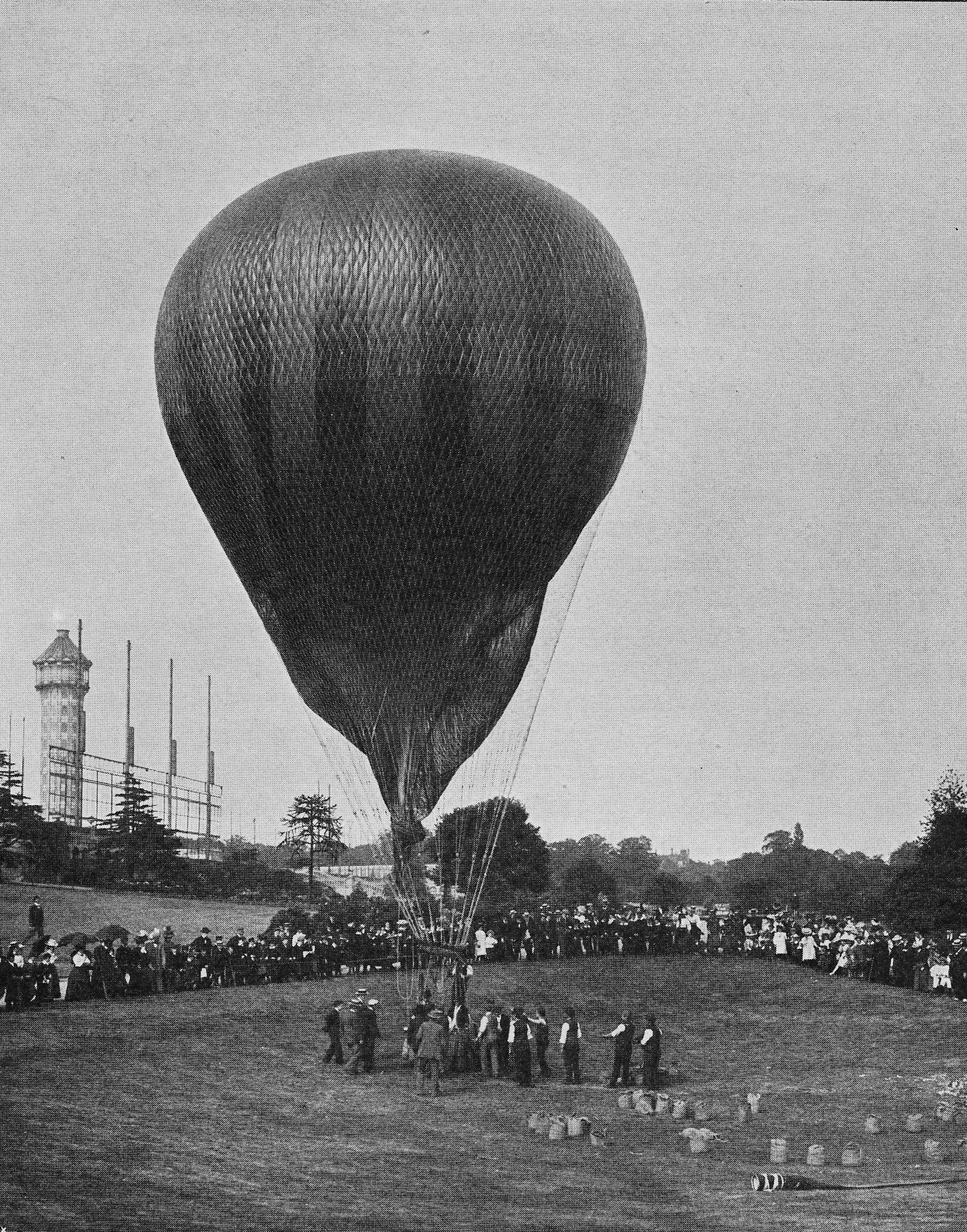
Повітряна куля «Excelsior» з Артуром Берсоном і Стенлі Спенсером на борту готується здійснити науковий політ в Лондоні, 15 вересня 1898 року

Протягом 1891—1899 років Артур Берсон здійснив 36 польотів, які відбувались в рамках Берлінських наукових польотів на повітряних кулях. Свої польоти він здійснював на повітряних кулях «M.W.», «Гумбольдт», «Фенікс», «Falke», «Majestic», «Bussard», «Feldballon», «Vereinsballon» і «Albatross».
Свій перший політ на повітряній кулі Берсон здійснив 8 серпня 1891 року. Це був науковий політ повітряної кулі «M.W.» в якому окрім нього взяли участь професор Killisch і лейтенант Gurlitt. Політ тривав 2 години й 46 хвилин. Куля пролетіла над Берліном в північному напрямку і подолавши 89 кілометрів здійснила посадку біля перших хат в містечку Мешковиці.
В 1893 році вчений здійснив п'ять польотів на повітряній кулі «Гумбольдт». Під час другого польоту, який відбувався 14 березня 1893 року разом з лейтенантом Гансом Гроссом, він пережив падіння повітряної кулі з висоти близько 3000 метрів. Під час польоту Гросс і Берсон почули раптовий звук вибуху над головою і згодом побачили, що зламалась пружина яка стримувала клапан для випуску водню з оболонки кулі. «Гумбольдт» нахилився на бік, його оболонка втратила сферичну форму і він з величезною швидкістю (близько 5 м/сек) продовжував своє падіння на землю. Приземлення біля містечка Рогозьно було дуже важким, оболонка кулі через відкритий клапан втратила дві третини водню і після посадки просто впала на голови пілотів. Гросс і Берсон уникнули серйозних травм і продовжували здійснювати нові наукові польоти. 26 квітня 1893 року Берсон став свідком, як повітряна куля «Гумбольдт» спалахнула і згоріла після приземлення біля монастиря в Генрикуві.
6-7 липня 1894 року Берсон здійснив самостійний нічний політ на повітряній кулі «Фенікс», який тривав рекордні 18 годин і 35 хвилин. За цей час куля змогла піднятись на висоту близько 3900 метрів і пролетіти 515 кілометрів в напрямку Балтійського моря. 7 липня Берсон зміг успішно приземлитись між містечками Süderfelling і Troldhede на півострові Ютландія.
4 грудня 1894 року Берсон здійснив другий самостійний політ на «Феніксі». Стартувавши в селі Леопольдшалл (Leopoldshall), що біля містечка Штасфурт він за майже 3 години польоту зміг підняти повітряну кулю на рекордну висоту 9155 метрів. Тут вчений здійснив метеорологічні дослідження, зокрема зміг виміряти температуру повітря, яка становила -47,9°C. Під час всього польоту вчений використовував спеціальний балон з киснем для дихання. Через 5 годин й 17 хвилин польоту він зміг успішно приземлитись в селі Schönwohld біля містечка Кіль.
15 вересня 1898 року Артур Берсон разом з англійцем Стенлі Спенсером здійснив спільний політ на повітряній кулі «Excelsior» у Лондоні. Політ стартував в лондонському районі Crystal Palace і тривав 1 годину і 50 хвилин. «Excelsior» піднявся на висоту 8320 метрів і успішно приземлився в селі Cranham біля Romford в Гайверінгу. Одночасно з Берсоном, 15 вересня 1898 року в Берліні здійснював свій політ Райнхард Зюрінг на повітряній кулі «Vereinsballon». Ці два польоти здійснювались одночасно з метою довести, що температура повітря у високих шарах атмосфери над Британією однакова з температурою над рештою європейського континенту. Старіші показники температури виміряні раніше англійським аеронавтом Джеймсом Глейшером виявились ненадійними і показували значне перевищення температури над Британією в порівнянні з рештою Європи. Завдяки науковим польотам «Excelsior» і «Vereinsballon» 15 вересня 1898 року Берсону, Спенсеру і Зюрінгу вдалось довести, що Глейшер помилявся.

## Рекордні польоти на повітряних кулях
Навіть після завершення серії Берлінських наукових польотів, Берсон продовжував літати на повітряних кулях і в період з 1900 по 1905 роки зміг здійснити ще 49 польотів. Декотрі з них стали рекордними і отримали широкий резонанс в європейській пресі.

### Рекордний політ через Балтійське море
10 січня 1901 року Берсон разом з німецьким військовим аеронавтом і офіцером артилерії Альфредом Гільдебрандтом змогли злетівши з Берліна перелетіти через Балтійське море. Після старту в Берліні підтримувана сильним південним вітром повітряна куля Берсона і Гільдебрандта за п'ять годин долетіла до міста Штральзунд. Побачивши, що в них ще достатньо багато баласту необхідного для продовження польоту кулі, аеронавти вирішили не зупинятись і спробувати подолати Балтійське море в польоті. Ця спроба виявилась успішною і Берсону й Гільдебрандту вдалось безпечно приземлитись біля містечка Маркарюд у Швеції. Цей політ був зафіксований як перший офіційний переліт Балтійського моря на повітряній кулі.

### Політ на рекордну висоту 10800 метрів

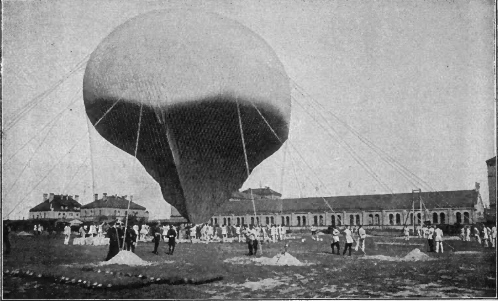
Повітряна куля «Пруссія» на якій Артур Берсон і Райнхард Зюрінг встановили світовий рекорд, піднявшись на висоту 10 800 метрів, 31 липня 1901 року

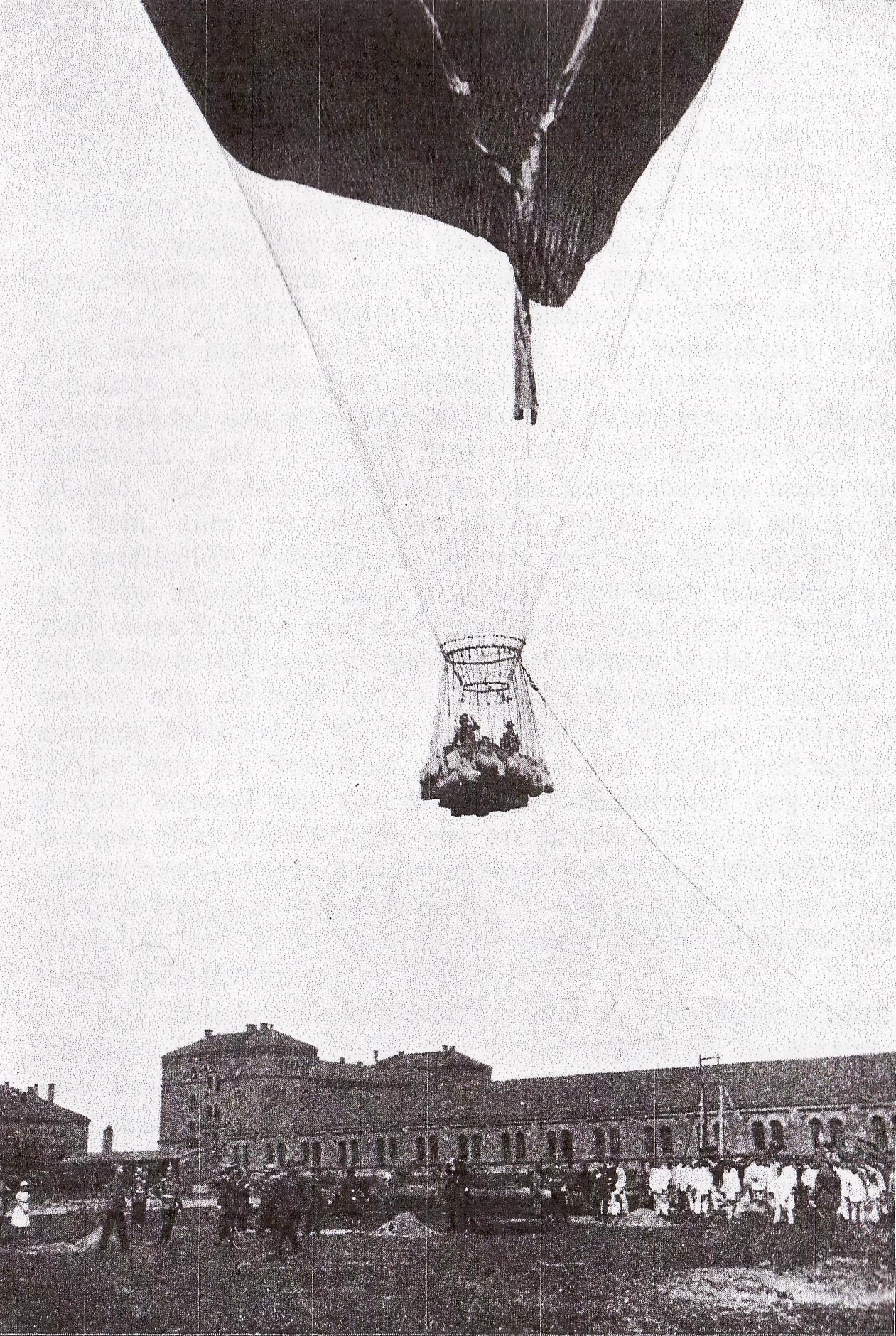
Стартовий майданчик Темпельгофер (Tempelhofer Feld) перед початком рекордного польоту повітряної кулі «Пруссія», 31 липня 1901 року

Серія Берлінських наукових польотів відкрила нові можливості для дослідження метеорології і показала, що використання невеликих безпілотних метеозондів є достатньо ефективним способом досліджень атмосфери на висотах які перевищували 9000 метрів. Починаючи з 1898 року такі дослідження за допомогою метеозондів успішно здійснював французький метеоролог Леон Тейсерен де Бор. Він заснував власну метеорологічну обсерваторію в містечку Трапп недалеко від Парижа і звідси відправляв свої метеозонди в політ. Так, вже незабаром він отримав детальні дані вимірів, які показували, що температура повітря на висотах понад 10 км є постійною або навіть іноді зростає. В німецьких вчених, які аналізували ці дані, з'явилось бажання перевірити їх достовірність, замінивши безпілотні метеозонди на пілотовану повітряну кулю, яка мала досягти висоти понад 10 км.
Спершу в Берліні не знайшлось відповідної повітряної кулі, яка була б здатна здійснити подібний політ. Проте згодом, німецькі вчені отримали в подарунок від будівельного підрядника з Потсдама Карла Ендерса велетенську повітряну кулю «Пруссія», об'єм якої становив 8400 м³. Цю кулю було побудовано компанією Continental Caoutchouk und Guttapercha-Compagnie в Гановері і її вартість становила 20 тисяч німецьких марок. Для підготовки рекордного польоту 10 тисяч марок виділив зі свого фонду німецький кайзер Вільгельм II. Здійснити цей історичний політ було доручено Артуру Берсону і Райнхарду Зюрінгу, які на той час були найдосвідченішими аеронавтами Німеччини.
Усвідомлюючи всі ризики з яким стикнуться Берсон і Зюрінг під час запланованого польоту, всі їхні тестові польоти відбувались під пильним контролем австрійського лікаря Германа фон Шреттера (Hermann von Schrötter), який був фахівцем із боротьби з висотною хворобою. Вже після здійснення рекордного польоту Берсона і Зюрінга, врахувавши всі проблеми з якими стикнулись вчені, Герман фон Шреттер зрозумів, що навіть 100 % кисень буде недостатнім захистом від гіпоксії на дуже великих висотах і визнав, що для підтримки достатньої оксигенації крові буде необхідне спеціальне дихальне обладнання, яке перебуватиме під тиском. Як наслідок, для польотів на повітряній кулі на дуже великі висоти він запропонував використовувати герметичну камеру під тиском, а тестування пілотів проводити в спеціальній барокамері.
Перший тестовий політ «Пруссії» відбувся 11 липня 1901 року. Повітряна куля була наповнена світильним газом і піднявшись на висоту 7450 метрів пролетіла з Берліна до німецького міста Пірмазенс.
Рекордний політ відбувся 31 липня 1901 року. Врахувавши прогноз погоди на день, о 6 годині ранку було ухвалено рішення про можливість проведення запланованого польоту. Одразу після цього оболонку «Пруссії» заповнили 5400 кубометрами водню та доставили на стартовий майданчик Темпельгофер (Tempelhofer Feld) поблизу Берліна. Політ розпочався о 10:50 ранку. За перші 40 хвилин Берсон і Зюрінг досягли висоти 5000 метрів і виміряли температуру, яка становила -7°C. На висоті 6000 метрів аеронавти почали дихати киснем через шланги, які були приєднані до кисневих балонів. Загалом в політ вони взяли чотири 1000-літрові балони з киснем. Кисню в балонах вистачило до висоти 8170 метрів, після чого стан здоров'я Берсона і Зюрінга різко погіршав, але вони продовжували здійснювати політ
.
За перші 4 години польоту вченим вдалось піднятись на висоту 9000 метрів. Температура повітря тут становила -32 °C. Досягнувши висоти понад 10 000 метрів Зюрінг раптово втратив свідомість. Берсон в цей момент, зміг зафіксувати висоту, яка становила 10 225 метрів. Також він зняв покази температури повітря -35,7 °C і після цього витягнув аварійний клапан, щоб випустити водень із оболонки повітряної кулі та розпочати її спуск. Згодом він також втратив свідомість через гіпоксію. В офіційному звіті з польоту, який був широко розтиражований в німецькій пресі, про все що відбувалось після втрати свідомості пілотів, сказано наступне:
|  | Невдовзі після того, як другий аеронавт в гондолі втратив свідомість на висоті 10500 м, повітряна куля піднялася ще щонайменше на 300 метрів вище, досягнувши максимальної висоти 10800 м (можливо, 11000 м), а потім змінила свій політ на різке падіння через вплив клапанного механізму, який використав професор Берсон . |

Берсон і Зюрінг змогли отямитись після втрати свідомості коли повітряна куля спустилась на висоту 6000 метрів. Повноцінний контроль за польотом «Пруссії» вони змогли відновити коли повітряна куля вже спустилась до 2500 метрів. Їхнє приземлення о 18:25 вечора біля села Брізен, що на півночі від містечка Котбус, було доволі успішним і безпечним. Загальна тривалість їхнього польоту склала 7 годин і 36 хвилин.
Світовий рекорд висоти встановлений Берсоном і Зюрінгом протримався 30 років. Його змогли побити Огюст Піккар і Поль Кіпфер (1905—1980), які 27 травня 1931 року досягли висоти 15 781 метрів в герметично закритій гондолі свого аеростату FNRS-1.
Метеорологічні дані, які були виміряні під час рекордного польоту Берсона і Зюрінга на «Пруссії» стали важливим фактором, на який опирався в своїх дослідженнях німецький метеоролог Ріхард Асманн. У нього більше не було причин не довіряти температурам, виміряним за допомогою безпілотних метеозондів. Це безпосередньо призвело до відкриття стратосфери Асманом і Тейсереном де Бором у 1902 році.

### Польоти на рекордну відстань
Протягом 1901—1902 років Берсон зумів здійснити декілька польотів на повітряних кулях на рекордну для Німеччини відстань. У листопаді 1901 року разом з Германом Еліасом він зумів побити німецький рекорд відстані польоту, який до цього належав Гансу фон Зігсфельду. 9 і 10 січня 1902 року знову разом з Германом Еліасом, вони встановили остаточний німецький рекорд, пролетівши понад 1470 кілометрів від німецького Берліна до міста Пирятин в центральній Україні. Тривалість цього польоту склала близько 30 годин. Рекорд Берсона і Еліаса протримався до 1913 року поки його не перевершив Х'юго Каулен (Hugo Kaulen), який разом з Альфредом Креффтом і Альфредом Шміцем змогли за 87 годин (з 13 по 17 грудня) пролетіти
2828 км з німецького міста Біттерфільд до Пермської губернії (сучасна територія Узбекистану).

### Польоти для розвитку авіаційної медицини
Рекордний політ Берсона з Зюрінгом 1901 року, ще раз показав величезну небезпеку з якою стикаються пілоти повітряних куль досягнувши великої висоти. Тому Берсон підтримував фізіологів Германа фон Шреттера та Натана Зунца, які з допомогою тестувань під час експериментальних польотів намагались визначити способи боротьби з фізіологічними проблемами. 21 червня 1902 року Берсон приєднався до Шреттера й Зунца і разом з ними здійснив політ на висоту 5200 метрів, під час якого вони провели перші тестування і збір інформації про способи дихання киснем. Берсон також попросив лікаря Шреттера, щоб той допоміг провести дослідження декомпресійної хвороби за допомогою барокамери, яка перебувала в «Єврейській лікарні Берліна» (Jüdischen Krankenhaus). 24 червня 1903 року Берсон і Шреттер здійснили ще один тестовий політ, під час якого піднялися на висоту 8800 м, щоб випробувати використання балонів з рідким киснем, які знаходились під тиском. Таким чином, Берсон став активним учасником розвитку авіаційної медицини, яка якраз починала набувати популярності у вчених і лікарів.

### Дослідження атмосфери над Арктикою з допомогою повітряних зміїв
В травні 1902 року на третій конференції «Міжнародної аеронавігаційної комісії» в Берліні, Берсон спільно з американським метеорологом Ебботтом Ротчем представили план дослідження атмосфери над океанами за допомогою повітряних зміїв. Роком раніше Ротч вже здійснив перші тестові польоти змія з корабля в Атлантичному океані. Комісія прийняла резолюцію, яка постановила організувати експедицію корабля до океанічного пасатного регіону. Поки намагання зібрати необхідні кошти затягнулися, Берсон зробив перший практичний крок для підготовки до експедиції. Він взяв участь в круїзі на фінському пароплаві «Oihonna» до Шпіцбергена, який організував капітан Вільгельм Баде в серпні 1902 року. Під час цього круїзу, Берсон разом з Германом Еліасом запустив свого повітряного змія і зміг здійснити перші наукові метеорологічні дослідження атмосфери. Ці дослідження вважаються першими метеорологічними вимірями атмосфери за допомогою повітряних зміїв в Арктиці. Також, разом з Германом Еліасом, швейцарським вулканологом Альбертом Бруном (1857—1939) та двома іншими пасажирами пароплава «Oihonna», Берсон першим піднявся на гору Сассен-фіорд з заввишки 922 метри, яка розташована на Шпіцбергені і сьогодні носить ім'я Альберт Брунтоппен (Albert Bruntoppen).

### Аеронавігаційна обсерваторія Лінденберга

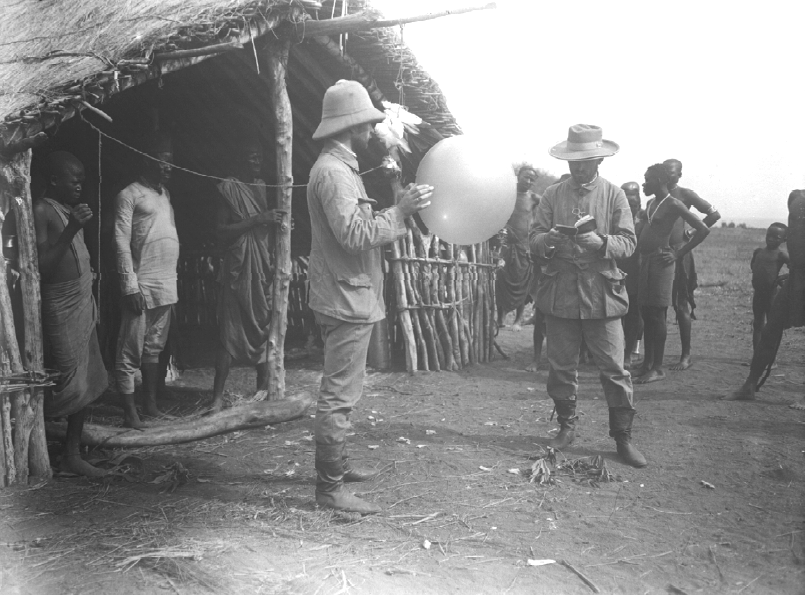
Підготовка метеозонда до польоту над озером Вікторія під час німецької експедиції Берсона до Східної Африки, 1908 рік

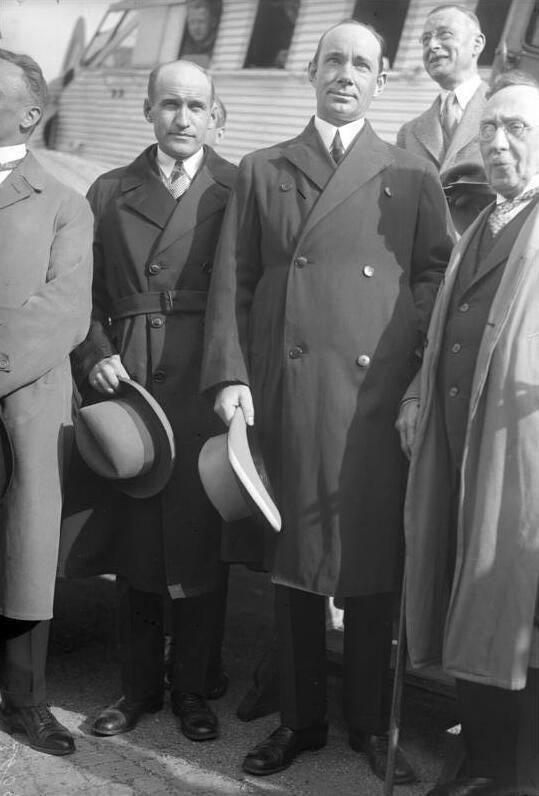
Артур Берсон (праворуч) з полярними льотчиками Карлом Беном Ейельсоном (ліворуч) і Губертом Вілкінсом, 1928 рік

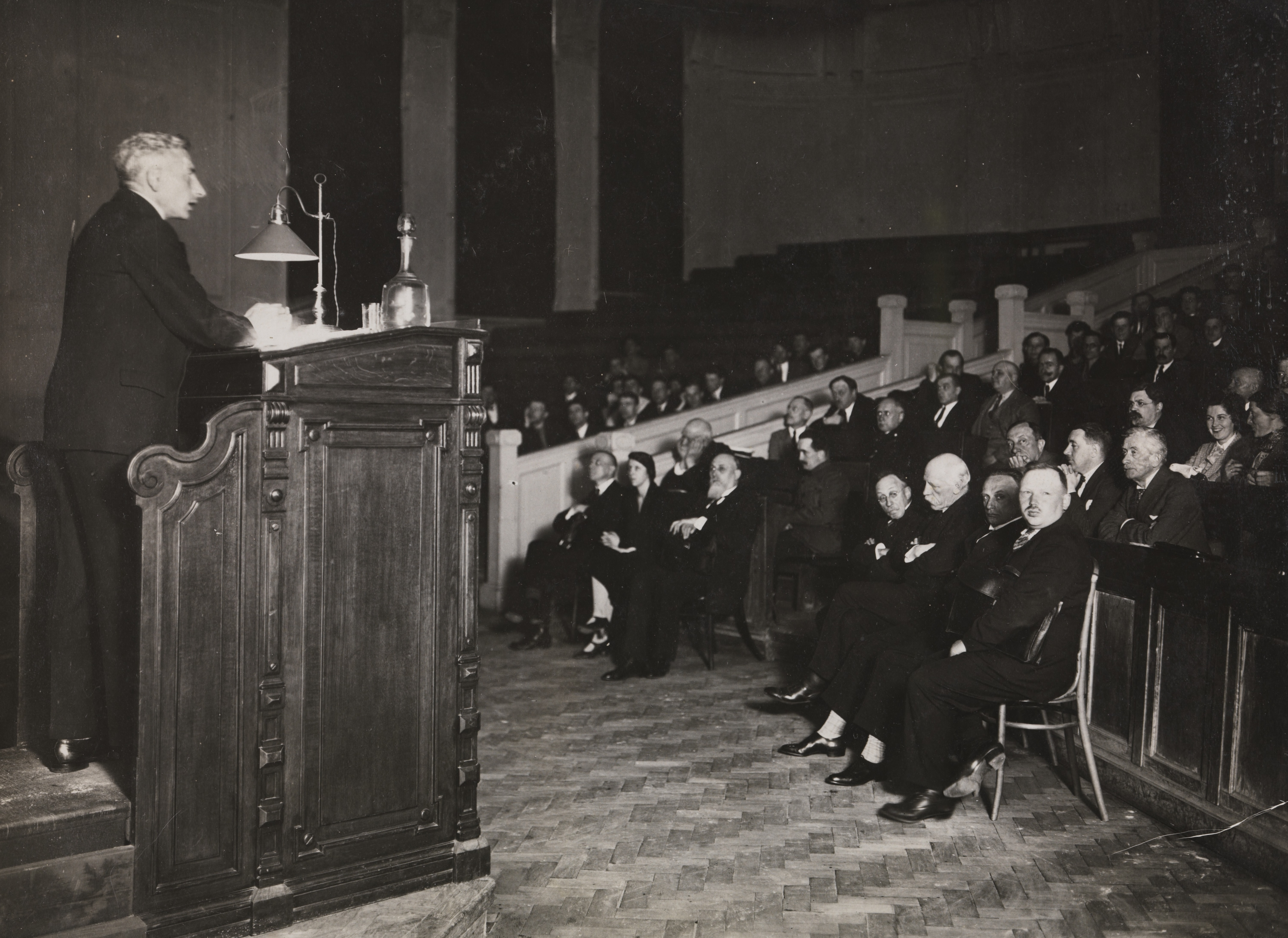
Щорічні збори «Aeroarctic» («Міжнародне дослідницьке товариство з дослідження Арктики за допомогою дирижаблів»). У першому ряду сидять: Артур Берсон, Вальтер Брунс і Фрітьоф Нансен (Ленінград, 18 червня 1928 року)

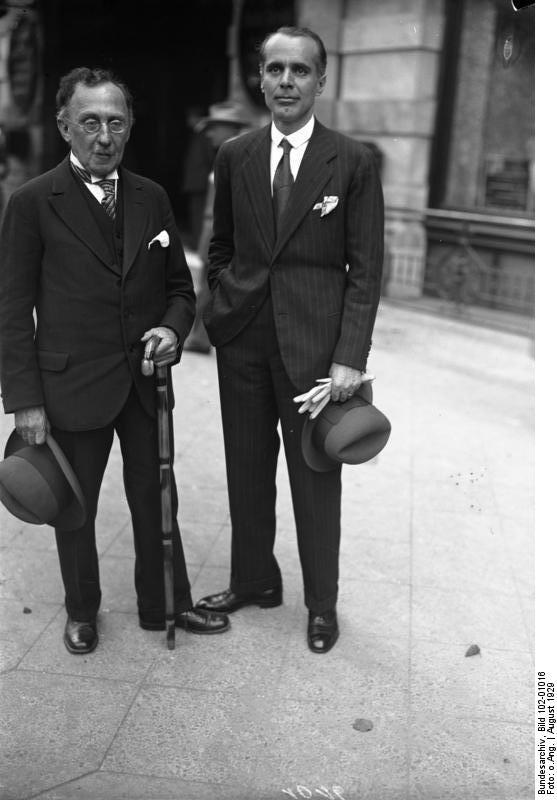
Німецький метеоролог Артур Берсон (зліва) та італійський конструктор дирижаблів генерал Умберто Нобіле (справа), Берлін (серпень 1929 року)

В 1905 році Берсон переїхав працювати до «Аеронавігаційної обсерваторії Лінденберга», яку якраз заснував Ріхард Асманн поблизу містечка Бесков. Та спільна співпраця обидвох вчених почала зазнавати суттєвих змін, між ними почали виникати конфлікти. До кінця 1905 року їхні особисті стосунки вже були остаточно зіпсовані. У листопаді Асманн написав Фрідріху Шмідт-Отту, який працював в німецькому Міністерстві освіти: «Загалом, вам відома моя особиста антипатія до Берсона… Він відштовхує всіх моїх молодих державних службовців, підлещуючись до них і підбурюючи проти мене. Він не займається майже нічим, що не є „спортом“, і моє найзаповітніше бажання — якнайшвидше позбутися його гідним чином». Попри погіршення стосунків з Асманном, Берсон залишився працювати в Лінденбергу до 1910 року.

### Спостереження повного сонячного затемнення 30 серпня 1905 року
На запрошення «Іспанської служби військової аеронавтики» (Servicio Militar de Aerostación) 30 серпня 1905 року Берсон взяв участь в польоті на повітряній кулі в Бургосі.
Політ відбувався під час сонячного затемнення. Крім Берсона участь в польоті взяв керівник «Іспанської служби військової аеронавтики» підполковник Педро Вівес Віч (Pedro Vives Vich). Під час польоту Берсон прагнув дізнатись чи знижуватиметься температура повітря під час сонячного затемнення приблизно на 2 °C на висоті, так само як вона знижується на поверхні землі. Також, вчений прагнув експериментально дослідити думку американського метеоролога Генрі Хелма Клейтона (Henry Helm Clayton), який стверджував, що під час затемнення сонця, в зоні де утвориться тінь на землі почнуть виникати повітряні циклони і мінливі повітряні потоки. В день польоту, після повного затемнення сонця, яке тривало 3 хвилини і 41 секунду, повітряна куля перебувала на висоті близько 4000 метрів. Берсон так і не зміг виміряти раптове похолодання і зниження температури повітря на цій висоті через брак часу. Підтвердити думку Генрі Клейтона він також не зміг, оскільки через значну хмарність у вченого була недостатня видимість поверхні землі. Після польоту, Берсон організував лекцію для членів «Берлінської асоціації дирижаблів» і на ній розповів, що був неймовірно вражений спостерігати за сонячним затемненням з повітряної кулі.

### Метеорологічні дослідження під час експедиції до Східної Африки в 1908 році
Працюючи в «Аеронавігаційна обсерваторія Лінденберга» Берсон не покидав ідеї організувати наукову експедицію для метеорологічних досліджень атмосфери над океанами за допомогою повітряних зміїв. Проте, якщо раніше він прагнув провести такі дослідження в Арктиці, то тепер його метою було дослідити атмосферу тропічних і мусонних регіонів планети. Він планував організувати низку метеорологічних станцій, які будуть розміщені на лінії від Німецької Східної Африки через Сейшельські та Мальдівські острови і до материкової Індії та Гімалаїв. Метеорологічні дані на цих станціях мали вимірюватись одночасно, в один і той самий час доби. Однак, реалізувати цю амбітну ідею Берсону так і не вдалося. Початок експедиції доводилось неодноразово відкладати, а її цілі значно скорочувати через брак коштів.
Лише 12 червня 1908 року Берсон зміг покинути Берлін і в супроводі Германа Еліаса вирушити до Східної Африки. З кінця липня й до початку грудня 1908 року вони здійснювали метеорологічні виміри над Східною Африкою за допомогою власних метеозондів і повітряних зміїв. Дані, зібрані вченими, дозволили їм скласти власне наукове бачення вертикального розподілу температур і переважаючих вітрів над цим африканським регіоном. Основними місцями для досліджень Берсона стало озеро Вікторія і місто Дар-ес-Салам. Також, виміри було проведено в Індійському океані біля узбережжя Німецької Східної Африки. У вересні 1908 року експедиція Берсона вперше перетнула озеро Вікторія від міста Шираті до міста Букоба на пароплаві «Хуссені» («Husseni»).
Загалом, ця експедиція Берсона виявилася досить успішною і сьогодні вона вважається «віхою в історії німецької метеорології». Берсон зміг довести існування стратосфери в тропіках і виявив, що вона знаходиться набагато вище, ніж у помірних широтах. Вчений зміг виміряти температуру на висоті 19 300 м і вона становила −84,3 °C, що на той час було найнижчою температурою, яку було виміряно за межами лабораторії. Дуже важливим є відкриття Берсоном західних вітрів на висоті понад 18 000 м. До того часу, на основі спостережень за хмарою диму та пилу з вулкану Кракатау після його виверження в 1883 році, було зроблено висновок, що на цих висотах дмуть лише стабільні східні вітри. Відкриті Берсоном західні вітри було названо його ім'ям. Східні вітри Кракатау і Західні вітри Берсона сьогодні вважаються частиною квазідворічного коливання (Quasi-biennial oscillation).

## Останні роки життя

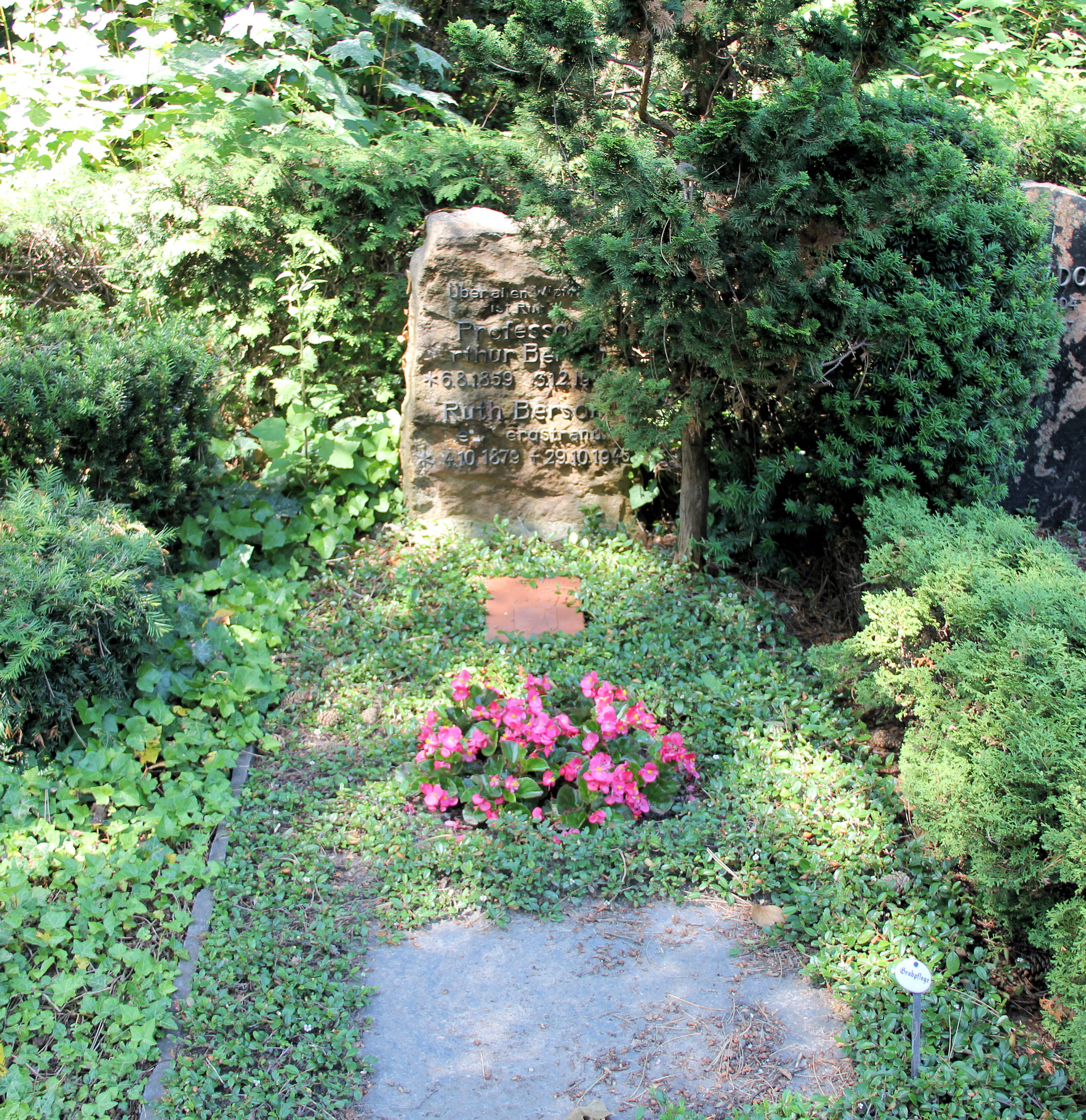
Могила Артура Берсона на кладовищі Ліхтерфельде (Parkfriedhof Lichterfelde), 2011 рік

В 1910 році Берсон покинув свою попередню роботу і повернувся з провінційного Лінденберга до Берліна. Він став одним з керівників «відділу метеорологічних і аеронавігаційних приладів» в компанії «Goerz», яка знаходилась в берлінському районі Фріденау і була створена в 1909 році.
В 1912 році Берсон став одним із засновників «Німецького наукового товариства аеронавтики та астронавтики» (German Society for Aeronautics and Astronautics).
В 1913 році він здійснив другу експедицію в тропіки. Цього разу він хотів дослідити походження сильних опадів в Амазонії. Однак, це була лише підготовча експедиція, а її основна частина так і не відбулася через початок Першої світової війни.
В 1920 році Берсон став співробітником заводу «Junkers» в Дессау. Він підтримував дружні стосунки з Гуго Юнкерсом, а також був радником «Наукового товариства авіації».
В 1922 році Берсон став членом «Наукового комітету з дослідження Арктики на дирижаблях». Разом з Вальтером Брунсом, який командував дирижаблями «LZ-26» і «LZ-97» під час Першої світової війни, Берсон написав меморандум «Дирижабль як інструмент для дослідженнь в Арктиці». 7 жовтня 1924 року в Берліні було засновано «Міжнародне дослідницьке товариство з дослідження Арктики за допомогою дирижаблів» («Aeroarctic»), а Берсон став заступником генерального секретаря товариства і завдяки своїм міжнародним контактам, відігравав важливу роль в переговорах з іноземцями, які приєдналися до спершу суто німецької організації. Діяльність Берсона в «Aeroarctic» була важливою, адже це був ще один крок для того, щоб уникнути обмежень, накладених на німецьку авіацію Версальським договором.
В 1928 році, після проведення 2-ї генеральної асамблеї «Aeroarctic» у Ленінграді, Берсон вирушив до Мурманська, щоб допомогти в підготовці до арктичного польоту дирижабля LZ 127 «Граф Цепелін».
З 1928 по 1931 роки Берсон редагував журнал «Aeroarctic» (спершу видавався під назвою «Arctic») у видавництві Justus Perthes Verlag. Після смерті Фрітьйофа Нансена в 1930 році, Берсон став редактором журналу разом з Леонідом Брайтфуссом і Вальтером Брунсом.
Артур Берсон помер 3 грудня 1942 року після інсульту. 18 листопада 1980 року його могила на кладовищі Ліхтерфельде (Parkfriedhof Lichterfelde) була оголошена Сенатом Берліна почесною могилою.

## Вшанування пам'яті
В 1900 році за завершення будівництва наукового авіаційного заводу біля Берліна Берсон отримав «Орден Червоного Орла» IV ступеня від німецького кайзера Вільгельма II.
В 1901 році вчений отримав «Орден корони» IV ступеня за рекордний політ з Райнхардом Зюрінгом на висоту 10 800 метрів. 1910 року, вже після свого офіційного звільнення Берсону було вручено «Орден корони» III ступеня.
В 1903 році Нідерландська королівська академія наук відзначила Берсона та Ріхарда Асманна нагородивши їх медаллю Бейса-Баллота (Buys Ballot Medaille) за важливий внесок в метеорологію протягом останнього десятиліття.
В 1929 році, до 70-річчя Артура Берсона журнал «Für Flugtechnik und Motorluftschiffahrt» присвятив вченому і аеронавту спеціальний номер.
24 серпня 2011 року муніципальна рада Шенефельда вирішила назвати одну з вулиць біля входу в аеропорт Берлін-Бранденбург іменем Артура Берсона.